# 芦屋市制施行記念国旗掲揚台

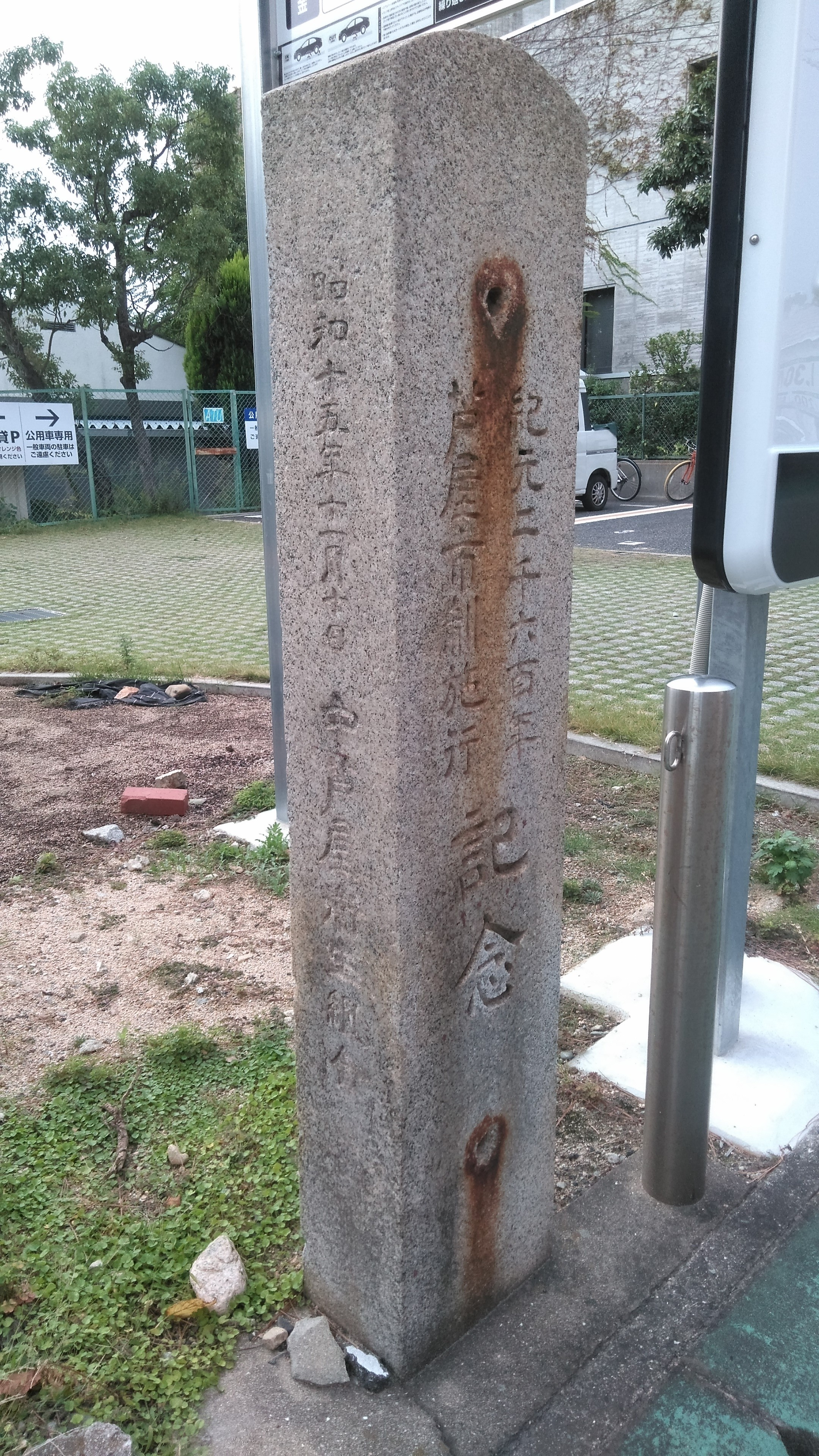
芦屋市制記念国旗掲揚台

芦屋市制施行記念国旗掲揚台(あしやしせいせこうきねんこっきけいようだい)は、兵庫県芦屋市公光町にある国旗掲揚台の一部である。芦屋市役所分庁舎の敷地南東部にある。

## 歴史
1940年（昭和15年）11月10日、皇紀2600年と芦屋市制施行を記念して中芦屋衛生組合によって建てられた。国旗掲揚台の対となる石柱の片方となっている。

## 刻まれている文字
この国旗掲揚台には次の文字が刻まれている。
- 東面：「紀元二千六百年 市制施行 記念」
- 南面：「昭和十五年十一月十日 中芦屋衛生組合」